# Constituição do Cazaquistão
A Constituição da República do Cazaquistão é a lei fundamental do Cazaquistão, como dito em seu artigo 4. A constituição foi aprovada por referendo em 30 de agosto de 1995. Desde então, a data se tornou um feriado nacional no país, como o "Dia da Constituição da República do Cazaquistão".

## História

### Constituição da República do Cazaquistão de 1993
A primeira Constituição do Cazaquistão independente foi aprovada em 28 de janeiro de 1993 na XIX sessão do Conselho Supremo do Cazaquistão da XII convocação. É composto por 4 seções, 21 capítulos e 131 artigos.
Desde que a Constituição ganhou a soberania do Estado do Cazaquistão, muitas normas legais foram adotadas:
- soberania do povo
- Independência do Estado
- o princípio do compartilhamento de poder
- Reconhecimento da língua cazaque como língua estatal
- Reconhecimento do Presidente como chefe de Estado
- o Judiciário — os Tribunais Supremo, Constitucional e Superior de Arbitragem e outros.

A Constituição de 1993 foi baseada no modelo da república parlamentar.

### Constituição da República do Cazaquistão de 1995
A Constituição da República do Cazaquistão foi aprovada em 30 de agosto de 1995.
Em 30 de agosto de 1995, o país realizou um referendo nacional, que resultou na adoção de uma nova Constituição do Cazaquistão. A votação ocorreu em 10.253 locais de votação em cidades e aldeias do país. Isso contrasta com a Constituição de 1993 na qualidade de seu conteúdo. Pela primeira vez, a nova Constituição inclui as regras relativas não apenas aos direitos de um cidadão, mas também os direitos de uma pessoa desde o momento do nascimento. Segundo ele, o Presidente da República do Cazaquistão é uma figura-chave no sistema político, acima dos ramos do governo. Isso corresponde ao Estado no sistema presidencialista do governo. A seção constitucional sobre o parlamento foi alterada.
Em dezembro de 1995, foram realizadas eleições para Parlamento das duas câmaras (câmara alta — Senado, câmara baixa — Majilis).

#### Estrutura da Constituição
- Parte I. Regras Gerais
- Seção II. Homem e cidadão
- Seção III. Presidente
- Parte IV. Parlamento
- Seção V. Governo
- Seção VI. Conselho Constitucional
- Seção VII. Tribunais e Justiça
- Seção VIII. Governo local e autogoverno
- Seção IX. Regras finais e de transição